# Epsilon Columbae
Epsilon Columbae (ε Columbae, ε Col) è la quarta stella più luminosa della costellazione della Colomba. La sua magnitudine apparente è 3,88 e dista 263 anni luce dal sistema solare.
Si tratta di una gigante arancione di tipo spettrale K1IIIa, 460 volte più luminosa del Sole e con una temperatura superficiale di 4600 K.